# 中村恵子 (1979年生の声優)
中村 恵子（なかむら けいこ、1979年8月16日 - ）は、日本の声優、女優。岡山県出身。

## 略歴
劇団第三反抗期、イエローテイル、劇団BQMAP、TABプロダクションに所属していた。

## 人物
趣味はペットの世話、料理・植物を育てる。特技は音楽の耳コピー。
免許は原付免許。

## 出演

### テレビアニメ
2001年
- こちら葛飾区亀有公園前派出所（2001年 - 2004年、女の子、女性、ギャル）

2005年
- アイシールド21（紺上勝子）
- おねがいマイメロディ（2005年 - 2009年、クマくん、桃山先生、町娘、冴羽詩織、葉子ママ、ヨシエ、審査委員、アスカ 他）- 3シリーズ
- 銀牙伝説WEED（四国犬りょう）
- 蟲師（村の女、女）

### ゲーム
2009年
- カヌチ 黒き翼の章（ハズリ・レム）
- デス・コネクション（クラウディア）

2011年
- 出撃!! 乙女たちの戦場2〜天翔ける衝撃の絆〜（亀梨琥珀、神崎真雪、グリード、ラース）

2013年
- 限界凸騎 モンスターモンピース（リアーネ）

### ドラマ
- X'smap〜虎とライオンと五人の男〜（2004年）

### 映画
- 嫌われ松子の一生（2006年）